# Emoción

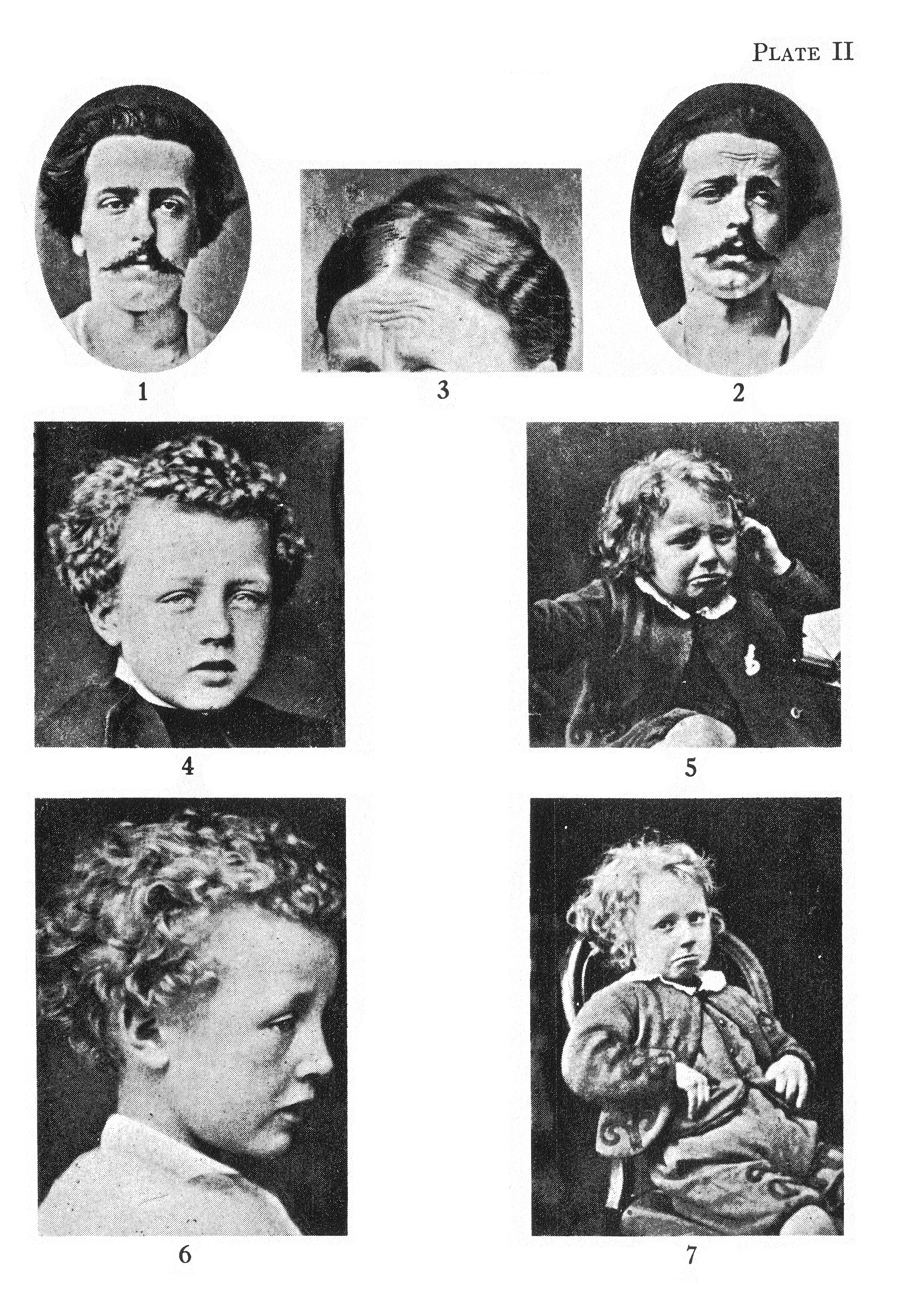
Lámina N°II del libro La expresión de las emociones en el hombre y los animales de Charles Darwin.

Las emociones son reacciones psicofisiológicas que representan modos de adaptación del individuo cuando percibe un objeto, persona, lugar, suceso o recuerdo importante. Psicológicamente, las emociones alteran la atención, hacen subir de rango ciertas conductas guía de respuestas del individuo y activan redes asociativas relevantes en la memoria. Los sentimientos son el resultado de las emociones, son más duraderas en el tiempo y pueden ser verbalizados (palabras).
Fisiológicamente, las emociones organizan rápidamente las respuestas de distintos sistemas biológicos, incluidas las expresiones faciales, los músculos, la voz, la actividad del SNA y la del sistema endocrino, pudiendo tener como fin el establecer un medio interno óptimo para el comportamiento más efectivo.
Los diversos estados emocionales son causados por la liberación de neurotransmisores (o neuromediadores) u hormonas, que luego convierten estas emociones en sentimientos y finalmente en el lenguaje.
Conductualmente, las emociones sirven para establecer nuestra posición con respecto a nuestro entorno, y nos impulsan hacia ciertas personas, objetos, acciones, ideas y nos alejan de otros. Las emociones actúan también como depósito de influencias innatas y aprendidas. Poseen ciertas características invariables y otras que muestran cierta variación entre individuos, grupos y culturas (Levenson, 1994).
Hoy en día, la mayor parte de la investigación sobre las emociones en el contexto clínico y del bienestar se centra en la dinámica de las emociones en la vida diaria, predominantemente en la intensidad de las emociones específicas y su variabilidad, inestabilidad, inercia y diferenciación, y si las emociones aumentan o se amortiguan entre sí y cómo lo hacen, tiempo, y las diferencias en estas dinámicas entre las personas y a lo largo de la vida.

## Clasificación y modelos

### Emociones básicas

Rueda de Plutchik, un modelo con ocho emociones básicas, además de distintas intensidades para cada una y sus posibles combinaciones.

Los modelos de emociones básicas proponen la existencia de emociones atómicas o discretas, a veces permitiendo que varíen en intensidad y que se combinen para generar emociones más complejas y matizadas.
Paul Ekman y colaboradores (1983) propusieron patrones para seis emociones básicas que parecen ser biológicamente básicas y universales en todas las culturas:
- sorpresa (surprise)
- asco (disgust)
- tristeza (sadness)
- ira (anger)
- miedo (fear)
- alegría / felicidad (happiness)

Esta lista de emociones básicas se convirtió en la propuesta con mayor aceptación, recibiendo el nombre de Las Seis Grandes Emociones ("The Big Six") (Prinz, 2004). Se consideraron básicas en dos formas: 1. psicológica y 2. biológicamente, debido a que no contienen otras emociones con prelación, y a que son innatas. Ekman y colaboradores (1983) influyeron en la investigación subsecuente, en la búsqueda de patrones de la emoción con diferentes respuestas en el sistema nervioso autónomo, que dieron soporte al punto de vista de las emociones básicas. Sin embargo, estudios posteriores señalan que el grado de especificidad del sistema nervioso autónomo puede ser dependiente del contexto, por lo que persiste el debate, incluso acerca la existencia misma de emociones básicas (Barrett, 2006).
Los resultados de un metaanálisis sugieren que las emociones negativas y positivas pueden ser diferenciadas en el sistema nervioso autónomo, pero no necesariamente emociones específicas (Cacioppo et al., 2000, en Friedman, 2010). En contraste, otro metaanálisis mostró una considerable especificidad autonómica del miedo frente a la ira (Stemmler, 2004, en Friedman, 2010).
Otro modelo popular de emociones básicas es la "rueda de las emociones" de Robert Plutchik, con ocho de ellas.

### Teorías dimensionales

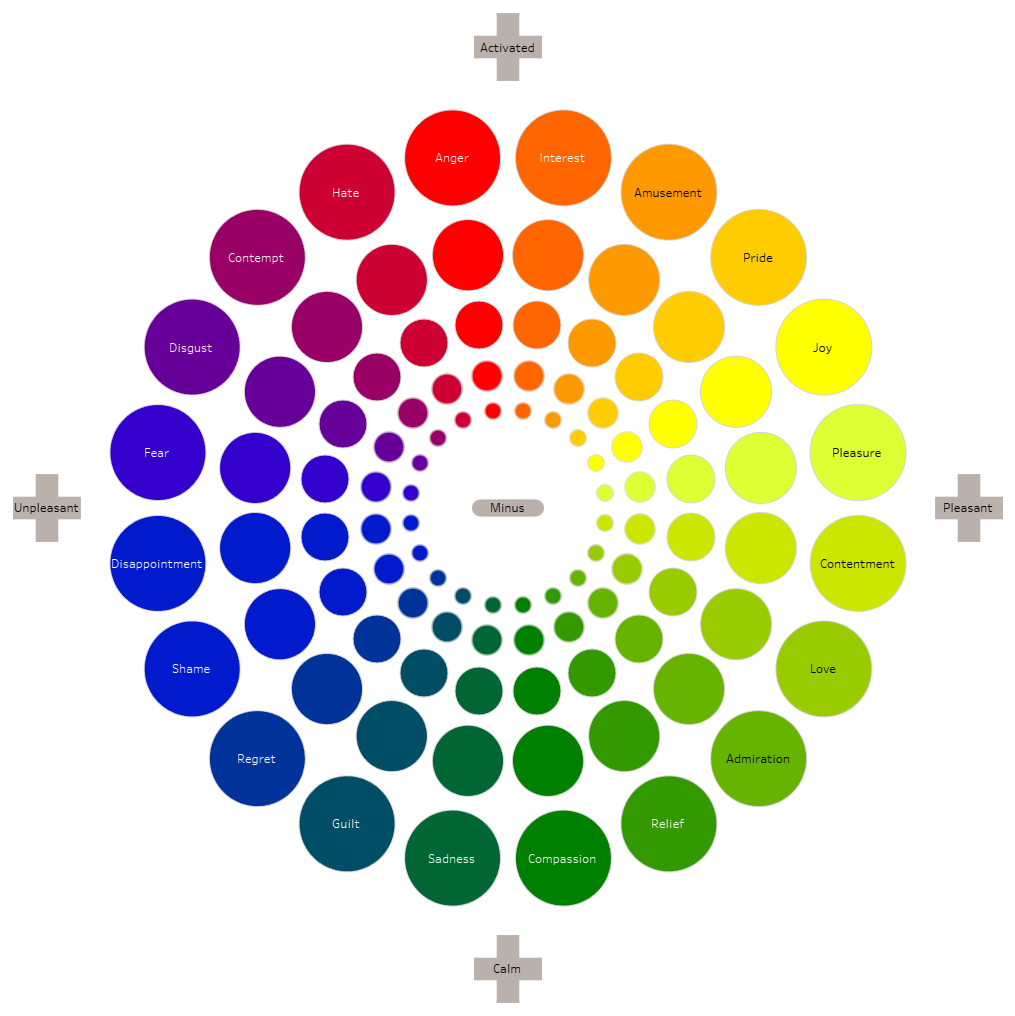
Mapa de emociones sobre un plano. La dimensión horizontal representa si la emoción es placentera o desagradable. La vertical representa si es excitante o calmante.

Otros psicólogos han empleado análisis de dimensionalidad, como el análisis factorial, para estimar la dimensionalidad intrínseca del espacio de las emociones. Las teorías dimensionales postulan que toda la variedad de emociones puede ser mapeada a un espacio continuo de unas cuantas dimensiones, comunes a todas las respuestas emocionales. Usualmente, las primeras dos dimensiones que se descubren corresponden a la valencia hedónica (si tiene valor positivo/placentero o negativo/aversivo) y al arousal (intensidad o nivel de excitación).

## Historia y teorías de psicobiología

### El caso Phineas Gage
Phineas Gage (Harlow, 1848; Harlow, 1868 en Neylan, 1999) fue un obrero de ferrocarriles que, debido a un accidente, sufrió daños severos en el cerebro, específicamente en parte del lóbulo frontal. Gage sufrió cambios notorios en su personalidad y temperamento, lo que se consideró como evidencia de que los lóbulos frontales eran los encargados de procesos relacionados con el comportamiento emocional, la personalidad y las funciones ejecutivas en general.
El caso de Gage es uno de los más famosos e influyentes de la neurociencia, debido a que jugó un papel crucial en el descubrimiento de los síndromes de comportamiento resultantes de la disfunción del lóbulo frontal (Neylan, 1999).

### Darwin
Charles Darwin, en su libro La expresión de las emociones en hombres y animales (1872), supuso que las respuestas faciales humanas evidenciaban estados emocionales idénticos en todos los seres humanos. Relacionaba la expresión de la emoción con otras conductas y a todas ellas las hacía resultado de la evolución; a partir de ahí intentó compararlas en diversas especies.
Sus ideas principales eran que las expresiones de la emoción evolucionan a partir de conductas, que dichas conductas si son beneficiosas aumentarán, disminuyendo si no lo son, y que los mensajes opuestos a menudo se indican por movimientos y posturas opuestas (principio de antítesis).

### Teoría de James-Lange

Línea del tiempo con algunos de los modelos del sistema emocional más influyentes en neurociencia afectiva.

William James y Carl Lange propusieron simultáneamente, pero de forma independiente, en 1884 una teoría fisiológica de la emoción. La teoría de James-Lange propone que la corteza cerebral recibe e interpreta los estímulos sensoriales que provocan emoción, produciendo cambios en los órganos viscerales a través del sistema nervioso autónomo y en los músculos a través del sistema nervioso somático.

### Hipótesis del hemisferio derecho
La hipótesis del hemisferio derecho fue propuesta a principios del siglo XX por Charles K. Mills (1912), quien afirmaba que la emoción y la expresión emocional están más representadas en el hemisferio derecho. Para Mills (1912), tanto la emoción como la expresión emocional se encontraban representadas en la corteza cerebral, la emoción por un lado en la región prefrontal, y la expresión emocional en la región mediofrontal. Este punto de vista, en el cual el hemisferio derecho está involucrado en todos los procesos de la emoción creatividad y sentimientos, fue posteriormente retomado por Sackeim y Gur (1978) y otros. Actualmente se cree que la especialización del hemisferio derecho se limita a su expresión y percepción (Adolphs, Damasio, Tranel, & Damasio, 1996).

### Teoría de Cannon-Bard
Propuesta por Walter Cannon como alternativa a la teoría de James-Lange, Phillip Bard la amplió y la difundió. Según esta teoría, los estímulos emocionales tienen dos efectos excitatorios independientes: provocan tanto el sentimiento de la emoción en el cerebro, como la expresión de la emoción en los sistemas nerviosos autónomo y somático.

### Circuito de Papez

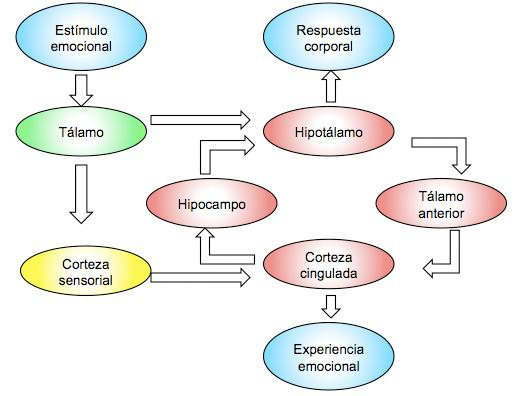
Circuito de Papez

En 1937, James Papez sugirió un esquema anatómico para el circuito neural de la emoción, conocido como el circuito de Papez (Papez, 1937). El circuito comienza cuando un estímulo emocional se presenta, este llega directamente al tálamo, de donde va a la corteza sensorial y al hipotálamo. Cuando la información proveniente de estas dos estructuras es integrada por la corteza cingulada ocurre la experiencia emocional, es decir, las sensaciones se convierten en percepciones, pensamientos y recuerdos. Papez demostró que la corteza cingulada y el hipotálamo están interconectados mediante el núcleo anterior del tálamo, el hipocampo y los cuerpos mamilares, y que estas conexiones son necesarias para el control cortical de la expresión emocional.

### Síndrome de Klüver-Bucy
En 1937, H. Klüver y P. C. Bucy, demostraron el papel fundamental de las estructuras del lóbulo temporal en las emociones. Les retiraron a monos rhesus los dos lóbulos temporales, y se produjeron una serie de conductas (síndrome de Klüver-Bucy): a) incremento del comportamiento de exploración; b) pérdida de la reactividad emocional; c) hipersexualidad, d) tendencia a examinar objetos con la boca; y e) coprofagia (ingestión de heces).

### Reacción defensiva afectiva
Hess y Brügger acuñaron, en 1943, el término reacción defensiva afectiva para describir los comportamientos producidos por la estimulación del hipotálamo en gatos, en particular: a) enjorobarse, b) aplanar las orejas, c) mostrar los dientes, d) gruñir, e) sacar las garras, f) piloerección (erizamiento de los pelos) y g) midriasis (abertura de la pupila) marcada. Hess y Brügger sugirieron que, así como la defecación y el vuelo eran manifestaciones típicas del
miedo, la reacción de defensa era la expresión de la ira.
La importancia de los estudios de Hess y Brügger radica en que demostraron que, si se estimula el hipotálamo eléctricamente, se pueden obtener reacciones emocionales.

### El sistema límbico
El sistema límbico de MacLean se inspiró en el circuito de Papez. El modelo de MacLean integró las ideas de Papez y Cannon y Bard, con los hallazgos de Klüver y Bucy.
Para MacLean (1970 en Dalgleish et al., 2009), la arquitectura del cerebro consiste en tres sistemas cerebrales, que caracterizan un desarrollo evolutivo:
1. El primer sistema, consiste en el cerebro reptiliano (complejo estrial y los ganglios basales), con el cual se pueden observar emociones primitivas como la agresión y el miedo.
2. El segundo sistema es el antiguo cerebro de mamífero, el cual aumenta las respuestas emocionales del cerebro reptiliano como la agresión; además de elaborar las emociones sociales, este sistema cerebral incorpora componentes del circuito de Papez (hipotálamo, tálamo, hipocampo y la corteza cingular) con estructuras importantes como la amígdala y la corteza prefrontal.
3. El tercer sistema, el nuevo cerebro de mamífero, consiste en la neocorteza, la cual representa la interfaz de la emoción con la cognición.

MacLean propuso que las sensaciones producen cambios corporales. Estos cambios regresan al cerebro, donde son integrados con la percepción y se generan las experiencias emocionales, una postura que puede considerarse neojamesiana.

### La amígdala y Weiskrantz
El sistema límbico sufrió un primer golpe a partir del caso H.M., porque se mostró que no todas las estructuras propuestas (como el hipocampo) eran fundamentales para la emocionalidad. Sin embargo quedaba la pregunta de a qué estructura temporal se debían los efectos del síndrome de Klüver-Bucy. Aproximadamente 20 años después del trabajo de Klüver y Bucy, Weiskrantz  mostró que las lesiones bilaterales de la amígdala eran suficientes para inducir (1956, en Dalgleish, 2004):
- la oralidad,
- la pasividad,
- la conducta alimentaria extraña, y
- el aumento de las tendencias exploratorias del síndrome.

Weiskrantz también mostró su relevancia para el aprendizaje asociativo mediante condicionamiento del miedo. A partir de estos trabajos, la amígdala es considerada el centro de atención de los investigadores en los sistemas neurales de la emoción.

### Teoría de la activación cognitiva de Schachter-Singer
Stanley Schachter y Jerome Singer, al igual que Cannon, aceptaban que la realimentación (feedback) no es lo suficientemente específica para determinar qué emoción sentimos en una situación determinada, pero, como James, creían que también era importante. Su idea era que la retroalimentación de la activación física es un buen indicador de que ocurre algo significativo, incluso cuando no sea capaz de comunicar exactamente qué ocurre. Una vez que detectamos la activación física mediante el feedback, intentamos examinar nuestras circunstancias. A partir de la evaluación cognitiva de la situación, se clasifica la activación. La clasificación de la activación es lo que determina la emoción que sentimos. Por lo tanto, según Schachter y Singer, la cognición llena el vacío entre la falta de especificidad de la retroalimentación física y los sentimientos.
Estímulo → Activación → Cognición → Sentimiento

### Debate Zajonc-Lazarus sobre la cognición y la emoción
En 1980 Zajonc propuso que los sistemas afectivos y cognitivos eran en gran parte independientes (es decir, la emoción se presenta sin cognición), y que el afecto es más potente y se presenta primero. Zajonc (1980) dijo al respecto: “Se concluye que el afecto y la cognición están bajo el control de sistemas separados y parcialmente independientes y pueden influirse cada uno en una variedad de formas, y ambos constituyen recursos de efectos en procesar información.” (p. 151)
En cambio, Lazarus (1982) sostiene que el pensamiento es una condición necesaria de la emoción. Se opone, por lo tanto, a la postura adoptada por Zajonc, considerando que el trabajo de este refleja dos malentendidos generalizados sobre lo que se entiende por procesos cognitivos en la emoción:
- Una evaluación cognitiva de la importancia de un encuentro para un bienestar debe ocurrir en etapas fijas a través del procesamiento de la información de los estímulos desde el medio ambiente (inicialmente).
- La evaluación es necesariamente intencional, racional y consciente.

En su trabajo, Lazarus discute las implicaciones filogenéticas y ontogenéticas de una teoría cognitiva de la emoción. Concluye que las normas deben ser formuladas para explicar cómo se generan los procesos cognitivos, la influencia y la forma de la respuesta emocional en cada especie que reacciona emocionalmente.

### Diferentes emociones básicas se pueden distinguir autónomamente
La búsqueda de pruebas de que la emoción tiene diferentes patrones en el sistema nervioso autónomo (como propusieron James y Darwin) se recuperó con la publicación del artículo "Autonomic nervous system activity distinguishes among emotions" en la revista Science (Ekman et al., 1983). En este estudio, los participantes representaban expresiones faciales (sin conocimiento directo de la emoción que representaban), mientras eran registrados con una serie de variables autónomas (ritmo cardíaco, conductancia de la piel). En este artículo, Ekman y sus colaboradores establecieron patrones para seis emociones básicas: sorpresa, asco, tristeza, ira, miedo y alegría / felicidad, que se convirtieron en la lista de emociones básicas con mayor aceptación, conocidas como Las Seis Grandes (The Big Six) (Prinz, 2004).

### Condicionamiento del miedo
En 1986, LeDoux (en LeDoux, 1995) propuso que existen diferentes vías en la amígdala para el condicionamiento del miedo. LeDoux ha desarrollado ampliamente sus ideas sobre el condicionamiento del miedo.
LeDoux propone que la participación de la amígdala en el condicionamiento del miedo actúa de dos maneras diferentes:
1. Una ruta directa tálamo-amígdala que puede procesar aspectos sensoriales de los estímulos entrantes y transmitir esta información directamente a la amígdala, lo que permite, una respuesta rápida condicionada del miedo, ante una señal de amenaza. Esto influido por las ideas psicológicas acerca de la activación de la emoción, en particular con respecto a la posición de Zajonc de emociones sin cognición (Zajonc, 1980).[8] LeDoux considera que existe esta vía rápida cuando el organismo necesita actuar rápido, como cuando se está amenazado por una serpiente y se necesita reaccionar rápido (LeDoux, 2002).[9]
2. La segunda ruta es una vía tálamo-corticoamígdala, que permite un análisis más complejo de los estímulos entrantes y ofrece una respuesta emocional más adecuada pero lenta del miedo (LeDoux, 2002).[9]

### Estimulación cerebral profunda para la depresión resistente al tratamiento
Mayberg y colaboradores (2005) estimularon la región subgenual de la corteza cingulada anterior, en pacientes con resistencia al tratamiento de la depresión, lo cual produjo remisión de la depresión en la mayor parte de la muestra (cuatro de seis).
Este estudio es importante, porque la resistencia al tratamiento de la depresión es un trastorno discapacitante, y sin opciones de tratamiento, debido a que han fracasado: 1. el uso de múltiples medicamentos, 2. la psicoterapia y 3. la terapia electroconvulsiva.
Los resultados de este estudio sugieren que la interrupción en la actividad de los circuitos límbicocorticales, utilizando la estimulación eléctrica de la sustancia blanca de la corteza cingulada subgenual, puede invertir con efectividad los síntomas de los pacientes con resistencia al tratamiento de la depresión.

## Bases neurales
El estudio de los sustratos biológicos que subyacen a los estados emocionales ha sido un asunto de gran interés para la neurociencia afectiva. Es considerable la proporción de estructuras interconectadas que intervienen en la afectividad (ya sean corticales como subcorticales y pertenecientes al sistema nervioso central como al periférico), por lo que no se debe asociar al “cerebro emocional” con un sistema anatómico y funcional exclusivamente delimitado al ámbito afectivo. No obstante, la evidencia empírica sugiere la participación de ciertas estructuras neurales en el procesamiento emocional específico como genérico.

### Amígdala
También se la conoce como núcleo amigdalino. Se trata de un complejo de núcleos (materia gris) localizado en la profundidad del lóbulo temporal medial. Adopta tal denominación por asemejarse morfológicamente a una almendra. Su conexión directa con el hipotálamo (ubicado en el diencéfalo) permite la regulación de los estados de conducta como el estrés, la ansiedad y el miedo, al estar este involucrado en el control del sistema nervioso autónomo y el endócrino.
Se trata de una región de suma importancia para el procesamiento de emociones debido a las múltiples funciones que cumple, que pueden dividirse en tres niveles:

#### Procesamiento de las expresiones faciales de las emociones
Involucra el detectar, generar y mantener la diversidad existente de las expresiones faciales de las emociones (entre ellas: la sorpresa, el asco, la ira, el miedo, la tristeza y la alegría), principalmente la de miedo. Tal afirmación se sustenta de la evidencia hallada de pacientes con lesiones bilaterales en la amígdala, en los que su capacidad de distinguir expresiones de miedo en humanos se encuentra alterada. De igual modo, aquellos con lesiones unilaterales presentan dificultades en esta habilidad, aunque en una intensidad menor.
Asimismo, estudios con neuroimágenes funcionales desvelaron la activación selectiva de esta área ante la presentación de rostros con expresión de miedo, incluso cuando dicho estímulo era presentado a una velocidad que impedía que el sujeto fuese consciente de su cualidad. Esto indica que la amígdala puede efectuar un procesamiento automático y breve de la expresión emocional de un rostro.

#### Condicionamiento del miedo
El núcleo amigdalino interviene en el procesamiento del miedo durante el condicionamiento conductual, suscitando una respuesta de alarma y defensa frente a un estímulo considerado como amenazante por el sujeto mismo, mediante las dos vías alternativas.
Su lesión se traduce en fallas tanto en la adquisición de miedos condicionados como en la extinción de los ya consolidados. Se comprueba así el rol que asume en el aprendizaje y en el almacenamiento de memorias implícitas y no declarativas del miedo, que se recuperan a través de una expresión conductual condicionada.
A su vez, se evidencia el incremento de la actividad de esta región en el condicionamiento del miedo en sujetos normales (sin lesiones neurales).

#### Consolidación de memorias emocionales
Se ha demostrado que en las experiencias emocionales, tanto las positivas como las negativas,  se liberan determinadas hormonas que influyen en la consolidación de memorias y que esa influencia es moderada por la amígdala.

### Corteza cingulada anterior (CCA)
Al encontrarse en una zona de conexión entre la corteza prefrontal y diferentes estructuras subcorticales, es una región clave en la integración y la modulación de los múltiples sistemas funcionales (visceral, atencional y emocional) que convergen.
Se trata de una estructura crucial para la experiencia emocional consciente (sentimiento).Lesiones en la corteza cingulada anterior implican disminuciones en la intensidad emocional.
Asimismo, se vería comprometida en la regulación de emociones.
Diversos estudios han sostenido que los daños en la CCA conducen a alteraciones de espontaneidad, a raíz de la ausencia de motivación para iniciar conductas. Incluso, esta corteza se activa con mayor magnitud en tareas en las que los sujetos se encuentran  más involucrados emocionalmente.
Por último, en lo que a lo afectivo respecta, según sugerencias del pensamiento actual, esta área estaría encargada del control de los conflictos entre los estados funcionales del organismo y la información emergente que tenga consecuencias emocionales, al enviar dicha información conflictiva a regiones prefontales para su solución.

### Corteza prefrontal (CPF)
La corteza prefrontal ejerce funciones afectivas distintivas de acuerdo a sus subdivisiones anatómicas:
- las zonas orbitofrontal y ventromedial juegan un papel en el establecimiento de representaciones neurales de la valencia del estímulo, basándose en el estado afectivo de placer o displacer que connota. De esta manera, el estímulo que ocasiona una respuesta placentera, será asignado como un reforzador, en contraposición al que origina un estado de displacer o dolor, que será percibido como una amenaza.[11] Varios estudios experimentales sostienen la relación de la región orbitofrontal con el aprendizaje de asociaciones entre un estímulo determinado y un reforzador primario (tales como la alimentación, el sexo, etc.) o uno significativo para el propio individuo.[12]

- la CPF dorsolateral y ventromedial están ligadas a la generación de representaciones conceptuales y de contenidos mentales asociados a la emoción. Por ende, participan en la regulación emocional afectiva, aparte de en la atribución de estados mentales a otros sujetos (capacidad conocida como “Teoría de la mente” o ToM). En el caso de la inferencia de los estados mentales afectivos (de las emociones y los sentimientos), la región involucrada es la ventromedial. En cambio, la corteza dorsolateral interviene en lo referente a lo cognitivo (ya sean las intenciones, las creencias, los pensamientos).[11]

Por otra parte, se propone que la corteza prefrontal actúa como una guía conductual hacia aquello cualificado como lo más adaptativo. Por consiguiente, dicha corteza se encargaría de una regulación de las respuestas emocionales de tipo “top down” (desde la corteza hacia las estructuras subcorticales). Para la consecución de las múltiples metas adaptativas pueden llevarse a cabo tanto conductas de acercamiento (procesadas por la CPF izquierda) como inhibidoras o de evitación (CPF derecha). Esto implica que los niveles de asimetría funcional (por la hiperactivación de una de las dos cortezas prefrontales) tiene una fuerte influencia en el estilo afectivo humano, además de que sus variaciones predisponen al surgimiento de distintos trastornos afectivos y/o de alteraciones comportamentales.
Antonio Damasio también es otro de los autores que ha estudiado la CPF. De acuerdo a sus aportes, esta estructura ejerce un papel fundamental en la toma de decisiones de relevancia emocional. Su hipótesis es conocida como la de los “marcadores somáticos”, siendo éstos reacciones fisiológicas asociadas a eventos pasados de significancia emocional que se “disparan” ante circunstancias actuales análogas a ellas. De esta manera, también ha sugerido que cuando se piensa sobre las consecuencias potenciales de una conducta, el recuerdo del estado emocional en condiciones similares permite proporcionar información útil para evaluar esa conducta al activar proyecciones noradrenérgicas y colinérgicas del tronco del encéfalo y el prosencéfalo basal, reproduciendo así las sensaciones conscientes del estado emocional recordado en la corteza. El procesamiento de estos “marcadores somáticos” se localizaría en la corteza ventromedial.

## Desarrollo ontogénico
Según Bisquerra (2006), el desarrollo de las emociones en el ser humano presenta las siguientes etapas:
- Primeros meses: Desde los primeros meses, el bebé tiene la capacidad de reconocer emociones positivas y negativas. Es preciso considerar que la experimentación de las emociones es previa a la capacidad de expresarlas.
- Niñez: Hacia los 2 años, son capaces de demostrar empatía, es decir, reflejar el sentimiento del otro sin necesariamente comprenderla. Mientras que, aproximadamente a los 4 años, pueden reconocer las emociones básicas, y también entienden cómo estos sentimientos generan diferentes respuestas.
- Adolescencia: En esta etapa se enfatiza la parte social en el reconocimiento de emociones. Se va desarrollando la autovaloración a partir de la interacción con los demás. Adicionalmente, ya se considera que todas las emociones son aceptables; las diferentes respuestas o reacciones que provocan las emociones pueden ser buenas o malas. Es por eso que, entre los 11 y 15 años, se reconocen las emociones propias y las de otras personas, así como las reglas de expresión; sin embargo, en esta etapa, se experimentan problemas en el manejo de las emociones.
- Adultez: En la adultez, ya se espera que el sujeto tenga la capacidad de identificar y reconocer las emociones propias y las ajenas, así como ejercer control adecuado de estas, teniendo en consideración la inteligencia emocional.

En síntesis, con el paso del tiempo se generan diversos cambios de las emociones, y estos impactan sobre la concepción del sí mismo y el entorno. En ese sentido, durante el desarrollo emocional, la cultura y la sociedad tienen gran influencia en las emociones, ya que regulan su expresión.

## Trastornos psiquiátricos y neurológicos

### Población con déficit en cognición social
Las personas con trastorno del espectro autista, trastorno de ansiedad social, TDAH y esquizofrenia presentan deficiencias generalizadas en el procesamiento de expresiones faciales que denotan emociones básicas, específicamente en el reconocimiento de señales de miedo y tristeza. Quienes padecen TDAH, además, tienen dificultad para reconocer emociones básicas como el enojo y el asco; mientras que con las expresiones de sorpresa o de alegría, no presentan problemas. La causa del déficit en el reconocimiento emocional se atribuye normalmente a un hipofuncionamiento de la amígdala. Estas emociones, bajo funcionamiento normal, actúan como pautas inhibitorias de comportamientos inapropiados (como la agresión) y, contrariamente, sustentan respuestas conductuales empáticas. Cabe mencionar que incluso en individuos sanos, el miedo es el más difícil de reconocer, a diferencia de expresiones como la felicidad y la tristeza.

### Demencia frontotemporal variante frontal
La variante frontal de la demencia frontotemporal (DFTvf) se caracteriza por un severo trastorno de la conducta y la personalidad. La sintomatología conductual comprende desde comportamiento depresivo, desinhibición social y sexual, apatía, hiperfagia (aumento excesivo de la sensación de apetito, especialmente alimentos dulces), entre otras.
Esto puede ser explicado, no excluyentemente, por alteraciones en el procesamiento emocional a causa de afectaciones en ciertas regiones anatómicas. El sustrato neural de las emociones básicas podría resumirse en: amígdala, hipotálamo y corteza cingulada anterior. Sin embargo, las emociones secundarias, aunque se apoyan en esas estructuras, también requieren de la activación de las capas prefrontales ventromediales, que son las que resultan alteradas en esta patología.
La teoría de la mente (Theory of Mind, ToM) se entiende como la capacidad intrínseca del ser humano de adjudicar estados mentales cognitivos y emocionales a otros. Para identificar emociones secundarias o complejas, es necesario contar con TOM, ya que mediante esta función cognitiva se puede interpretar la información facial en múltiples niveles de profundidad. Alteraciones en esta capacidad, resultan en cambios en la personalidad de las personas con DFTvf. El reconocimiento facial de emociones básicas es un proceso cognitivo disociable de la inferencia a partir de la mirada de estados emocionales secundarios.

### Lesiones de la corteza prefrontal ventromedial
La corteza prefrontal ventromedial permite prestarle atención a los ojos y reconocer las emociones con mayor precisión. Se ha hallado que en personas con desórdenes del espectro autista, esquizofrenia, depresión, psicopatía, traumatismo cerebrales, esclerosis múltiple o víctimas de maltrato infantil, esta área se encuentra lesionada. Por lo que, en gran parte de los casos, suele haber anomalías en el comportamiento social; especialmente se halló una dificultad en el reconocimiento de expresiones de ira. Sin embargo, dándole instrucciones al paciente sobre dónde fijarse, el reconocimiento de emociones mejora.

## Reconocimiento de emociones

### Reconocimiento interno de las emociones
El foco histórico de las ciencias afectivas ha sido intentar decidir si la experiencia emocional es un proceso previo o posterior a la interpretación estímulo-respuesta. La primera es una aproximación unívoca orientada al cuerpo y sus sensaciones, y la segunda una enfocada hacia la mente y sus procesos cognitivos, sin embargo, ambas han dejado cabos sueltos. Por eso, hoy se sostiene la combinación de las dos posturas y se focaliza, más que en su dualidad, en la compleja interacción que hay entre el cuerpo y la mente para poder explicar más adecuadamente la experiencia emocional.
El reconocimiento emocional interno tiene su base en la comunicación entre el cuerpo y la mente, o sea, la capacidad interoceptiva. Esta, en su nivel más rudimentario, permite percibir los cambios en el estado de los órganos y las vísceras (ya sea, frecuencia cardíaca, cadencia respiratoria o el grado de saciedad); también registra las reacciones del Sistema Nervioso Autónomo ante estímulos ambientales concretos. El procesamiento de esa información, desde la identificación del cambio, su descripción y su asociación con un estímulo-respuesta específico, suponen la concientización atencional interna; la cual deriva en la construcción de patrones significativos conocidos, las emociones.
El acceso a la información física, por parte de la mente, tiene tres etapas. La primera comprende un análisis general del cuerpo, o sea, hacerse conscientes del estado interno. Un escalón más arriba, la atención se focaliza en las áreas de tensión corporal. Finalmente, se puntualiza en las áreas de disconfort (dolor, molestia, picazón, irritación).
Las emociones son compartidas con otras especies y han evolucionado a lo largo de la historia. Tienen funciones específicas en el organismo, como:
- asegurar la supervivencia ante estímulos amenazantes, frente a los cuales podemos luchar, huir, paralizarnos.
- preservar la integridad física, o sea, el grado de satisfacción y bienestar.
- ayudar a la construcción de lazos afectivos, desde reconocer si alguien nos inspira una sensación positiva o negativa, como también, ser la base para la construcción de la empatía.
- influir en la regulación homeostática, en conjunto con el sistema inmunológico y la actividad metabólica.

Es debido a estas funciones que los pacientes que sufren estrés crónico agudo, como las personas que tienen desórdenes emocionales severos, presentan una desregulación del estado de activación atencional, aconteciendo un grado de hiper o hipo concientización emocional.
El autoconocimiento emocional (AE) supone la capacidad de ser conscientes de las emociones propias, de conocerlas y entenderlas. El tomar conciencia es un proceso atencional que está interconectado con funciones evaluativas e interpretativas internas. Esta capacidad posibilita identificar, detectar y descifrar emociones que se hallan inmersas en gestos, imágenes, voces y artefactos culturales; como también reconocer los propios sentimientos. Este último abarca tanto el monitoreo y diferenciación de aspectos actitudinales, como las expresiones corporales externas (postura) e internas (vísceras), hasta el procesamiento subjetivo de esas experiencias.
La autorregulación emocional (ARE) es la capacidad de mantener bajo control las emociones perturbadoras que desequilibran psicológicamente. Esta habilidad es esencial para afrontar los hechos estresantes que se presentan en la vida cotidiana de una manera proactiva y resiliente, por lo que su ausencia aumenta la probabilidad de que se sufra de depresión, ansiedad y problemas de conducta, derivando en un bajo rendimiento académico o laboral.
Cabe destacar la existencia de una imposibilidad o dificultad para identificar y describir emociones, denominada alexitimia. Sus manifestaciones suelen ser: dificultad para reconocer, usar y verbalizar emociones, conflictos para localizar las sensaciones corporales e interpretarlas como una emoción específica; además en los estadios de la primera infancia, se observará una comunicación preverbal rígida, con escasa mímica y pocos movimientos corporales.
El autoconocimiento emocional y la autorregulación emocional son indicadores de la inteligencia emocional. Estos son sustanciales para consolidar la autoconfianza, la cual es un factor relacionado positivamente con el bienestar y la felicidad; contribuyendo a que los individuos lleven una vida personal y social más placentera. Asimismo, el AE y la ARE ayudan a: reducir la ansiedad, superar situaciones estresantes, mejorar las relaciones interpersonales, tolerar las frustraciones y desarrollar habilidades de resolución de problemas, en diferentes ámbitos, ya sea personal, familiar, social o laboral.
Se ha comprobado que a mayor autoconocimiento emocional, hay más probabilidad de tener autorregulación emocional. La capacidad de una mayor percepción e identificación de las emociones supone un mejor desarrollo de la tolerancia a la frustración. Además, hablar abiertamente de las emociones y reconocer señales internas, aumenta la probabilidad de regular los impulsos, así como de generar estrategias de afrontamiento más efectivas. Los adultos tienen más desarrollado el autoconocimiento emocional que los adolescentes, lo que supone que haya diferencias significativas en los niveles de inteligencia emocional en estos dos grupos etarios. A su vez, se han encontrado diferencias en cuanto al sexo de los individuos: las mujeres presentan mayores niveles de autoconocimiento emocional y en la capacidad de comunicarlas, en comparación con los hombres. Esto deriva en una superioridad en los niveles de expresividad y de regulación de sus emociones. Cabe mencionar que estos hallazgos no aportan evidencia para confirmar que estas diferencias sean de índole biológica. Esto deja la posibilidad de que la causa sea parte del procesamiento de socialización en el que se hallan inmersos los individuos.
Como dato curioso, existen estudios que confirman diferencias en estas habilidades entre estudiantes de universidades privadas y públicas. Los primeros tienen mayores niveles de autoconocimiento emocional que los segundos, y estos a su vez superan a los de la privada en los niveles de autorregulación emocional. También se encuentra una relación entre los intentos de suicidio y las dificultades que presentan los jóvenes universitarios para manejar sus emociones y enfrentar problemas. Por ejemplo, situaciones como la finalización de una relación sentimental, peleas con seres queridos, vivir lejos de la familia, la pérdida del empleo, el divorcio de sus padres, entre otros.

### Reconocimiento externo de las emociones
Las emociones tienen una gran relevancia para el desarrollo biopsicosocial, especialmente sirven de base para construir relaciones afectivas; ya que permiten la adecuación y comunicación en contextos sociales, mediante vías de comunicación no  verbales.
Las emociones son reconocidas principalmente mediante las expresiones faciales. Se pueden reconocer cinco emociones básicas: tristeza, alegría, enojo, asco y miedo. Las caras se almacenan mentalmente de acuerdo a qué emoción expresa; para que sea decodificada, se toma en cuenta la información brindada por los ojos y la boca. Sin embargo, estas partes no son igualmente informativas para la caracterización emocional, sino que se hace un diagnóstico diferencial de los rasgos. Los ojos aportan mayor información en cuanto a la identificación del miedo (expresión fácilmente confundible con la sorpresa) y el enojo. Por otro lado, la tristeza es detectada gracias a interpretación de la postura de las cejas. La boca, cuando se levanta y se separa el labio superior pero se bajan las comisuras, denota asco; contrariamente, la felicidad corresponde a la elevación y separación de los labios. Duchenne sostiene, sin embargo, que una sonrisa genuina puede ser identificada por la acción involuntaria del músculo orbicular, el cual forma arrugas alrededor de los ojos.

## Inteligencia emocional
Salovey y Mayer (1990) definen la emoción como un conjunto de metahabilidades que pueden ser aprendidas y estructuran el concepto en torno a cinco dimensiones básicas referidas al conocimiento de las propias emociones, a la capacidad de autocontrol, a la capacidad de automotivación, al reconocimiento de las emociones de los demás y al control de las relaciones. La inteligencia emocional parece contribuir a aumentar la competencia social, mediante la empatía y el control emocional, incrementando la sensación de eficacia en las acciones que se acometen.
La combinación del cociente intelectual (CI) y el cociente emocional (CE) es la idea básica de la denominada psicología positiva respecto al aprendizaje. En ella se establece que la motivación tiene un carácter emocional. Por ello, el equilibrio emocional incrementa el aprendizaje. Se resalta que es el equilibrio, y no su ausencia o exceso emocional. Pues estados de ánimo bajo (depresión) o demasiados intensos (ira) conducen a dificultar el aprendizaje. Esta es la base de la ley de Yerkes-Dobson (1908), quienes demostraron matemáticamente la relación entre la emoción y el aprendizaje representándola como una U invertida: a poca activación emocional, poco aprendizaje. Muestra que, si la activación emocional se incrementa, se eleva el aprendizaje hasta un punto óptimo a partir del cual, si se sigue aumentando, el aprendizaje disminuye.

## Investigadores destacados
- John Martyn Harlow
- Charles Darwin
- William James
- Carl Lange
- Charles K. Mills
- Walter Cannon
- Philip Bard
- Heinrich Klüver
- Paul Bucy
- James Papez
- Paul MacLean
- Paul Ekman
- Antonio Damasio